# Reyer Venise Mestre (basket-ball masculin)
Maillots
Le Reyer Venise Mestre, en italien Reyer Venezia Mestre, est un club italien de basket-ball masculin basé dans la ville de Venise. Il est aujourd'hui en Serie A, soit la première division italienne.

## Historique

Ancien logo

Le club a été fondé en 1872 sous le nom Società Sportiva Costantino Reyer, par le professeur de gymnastique Peter Gallo à Venise. Lors des saisons 1941-1942 puis 1942-1943, le Reyer a remporté deux titres de champion d'Italie consécutifs. En 1943-1944, l'équipe parvient de nouveau à remporter le championnat italien, mais la victoire n'a pas été homologuée par la fédération italienne.

## Bilan sportif

### Palmarès
| Compétitions nationales | Compétitions internationales                                                            |
| - Championnat d'Italie : - Vainqueur (4) : 1942, 1943, 2017 et 2019. - Finaliste/vice-champion (1) : 1946. - Coupe d'Italie : - Vainqueur (1) : 2020. - Championnat d'Italie amateur : - Vainqueur (1) : 2008. - Supercoupe d'Italie : - Finaliste (2) : 2017 et 2019. | - Coupe d'Europe FIBA : - Vainqueur (1) : 2018. - Coupe Korać : - Finaliste (1) : 1981. |

## Joueurs et personnalités du club

### Entraîneurs
Le tableau suivant présente la liste des entraîneurs du club depuis 1940.
| Rang | Nom            | Période   |
| ---- | -------------- | --------- |
| 1    | Vidal Carmelo  | 1940-1946 |
| 2    | ?              | 1946-1948 |
| 3    | Amerigo Penzo  | 1948-1951 |
| 4    | Enrico Garbosi | 1951-1953 |
| 5    | Egidio Marsico | 1953-1955 |
| 6    | Enrico Garbosi | 1955-1956 |
| 7    | Giulio Geroli  | 1956-1957 |
| 8    | Egidio Marsico | 1958-1959 |

| Rang | Nom                | Période   |
| ---- | ------------------ | --------- |
| 9    | Giulio Geroli      | 1959-1960 |
| 10   | ?                  | 1960-1964 |
| 11   | Giulio Geroli      | 1964-1971 |
| 12   | Tonino Zorzi       | 1971-1979 |
| 13   | Giuseppe Guerrieri | 1979-1980 |
| 14   | Tonino Zorzi       | 1980-1981 |
| 15   | Waldi Medeot       | 1981-1982 |
| 16   | Aleksandar Nikolić | 1982-1983 |

| Rang | Nom                       | Période   |
| ---- | ------------------------- | --------- |
| 17   | Waldi Medeot              | 1983-1985 |
| 18   | Tonino Zorzi              | 1985-1987 |
| 19   | Petar Skansi              | 1987-1988 |
| 20   | Marco Calamai             | 1988-1990 |
| 21   | / Andy Russo              | 1990-1991 |
| 22   | Mario De Sisti            | 1991-1993 |
| 23   | Francesco Vitucci         | 1993-1996 |
| 24   | Costantini Sales e Rubini | 1997-2006 |

| Rang | Nom                 | Période   |
| ---- | ------------------- | --------- |
| 25   | Eugenio Dalmasson   | 2006-2008 |
| 26   | Stefano Bizzozi     | 2008-2009 |
| 27   | Sandro Dell'Agnello | 2009      |
| 28   | Andrea Mazzon       | 2009-2013 |
| 29   | Zare Markovski      | 2013-2014 |
| 30   | Carlo Recalcati     | 2014-2016 |
| 31   | Walter De Raffaele  | 2016-2023 |
| 32   | Neven Spahija       | 2023-     |

### Joueurs emblématiques
- Dražen Dalipagić
- Yakhouba Diawara
- Spencer Haywood
- Kristaps Janičenoks
- Benjamin Ortner

## Sponsoring
- 1966-1970 : Noalex
- 1970-1973 : Splügen (station de ski)
- 1973-1980 :  Canon (produits optiques)
- 1980-1984 :  Carrera (textile)
- 1984-1987 :  Giomo
- 1989-1990 :  Hitachi (électronique)
- 1991-1993 :  Scaini (mécanique automobile)
- 1993-1994 :  Acqua Lora (eau minérale)
- 1994-1995 :  San Benedetto (eau minérale)
- 1998-2001 :  Panto
- 2005-2006 :  Acqua Pia Antica Marcia (eau minérale)
- 2006- :  Umana (intérim)